# Setge de Montauban
El setge de Montauban (anomenat en francès: siège de Montauban) va ser un setge realitzat pel rei francès Lluís XIII  i  que va durar de l'agost a novembre de 1621, contra el que era bastió protestant de Montauban. Aquest setge va seguir el setge de Saint-Jean-d'Angély, en el qual Lluís XIII havia succeït contra el germà de Rohan , Benjamin de Rohan, duc de Soubise.
Malgrat disposar d'uns 25.000 homes, Lluís XIII li va ser possible capturar la ciutat de Montauban, i va haver d'aixecar el setge i abandonar-lo després de 2 mesos. Després d'una pausa, Lluís XIII va reprendre la seva campanya amb el setge de Montpeller, que va acabar en impasse, conduint a la Pau de Montpeller de 1622, que va confirmar temporalment el dret dels hugonots a França.
La ciutat  de Montauban seria capturada finalment l'any 1629, en la Reedició de Montauban.